# Woestijn

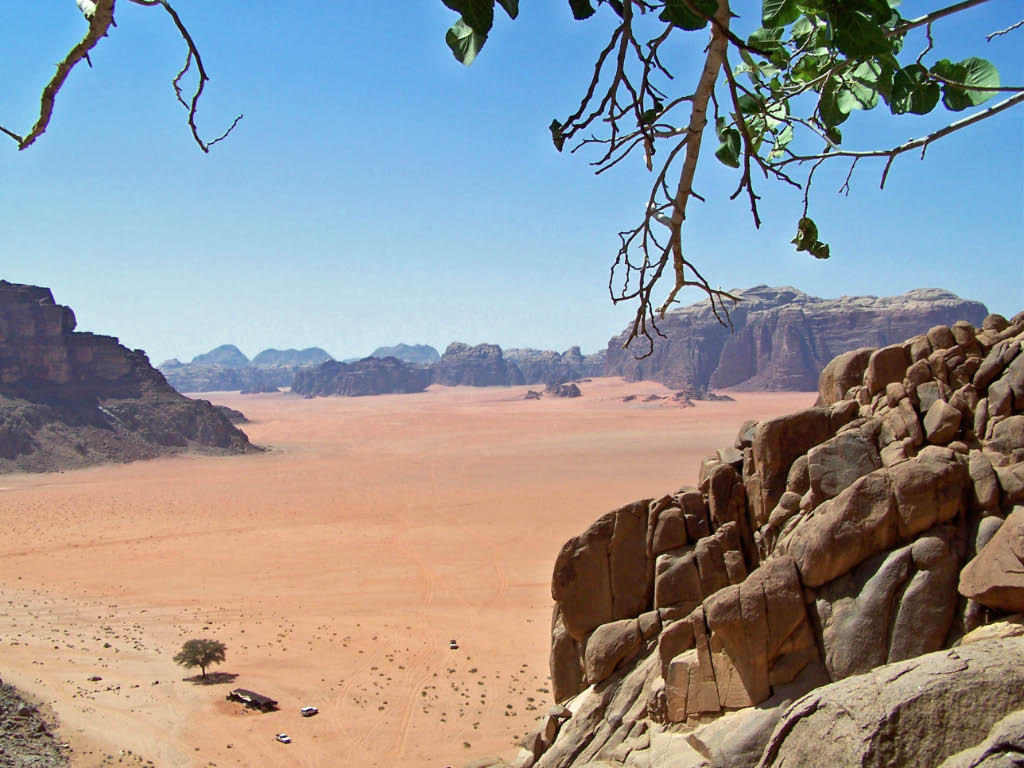
Rots- en grindwoestijnlandschap in Wadi Rum, Jordanië.

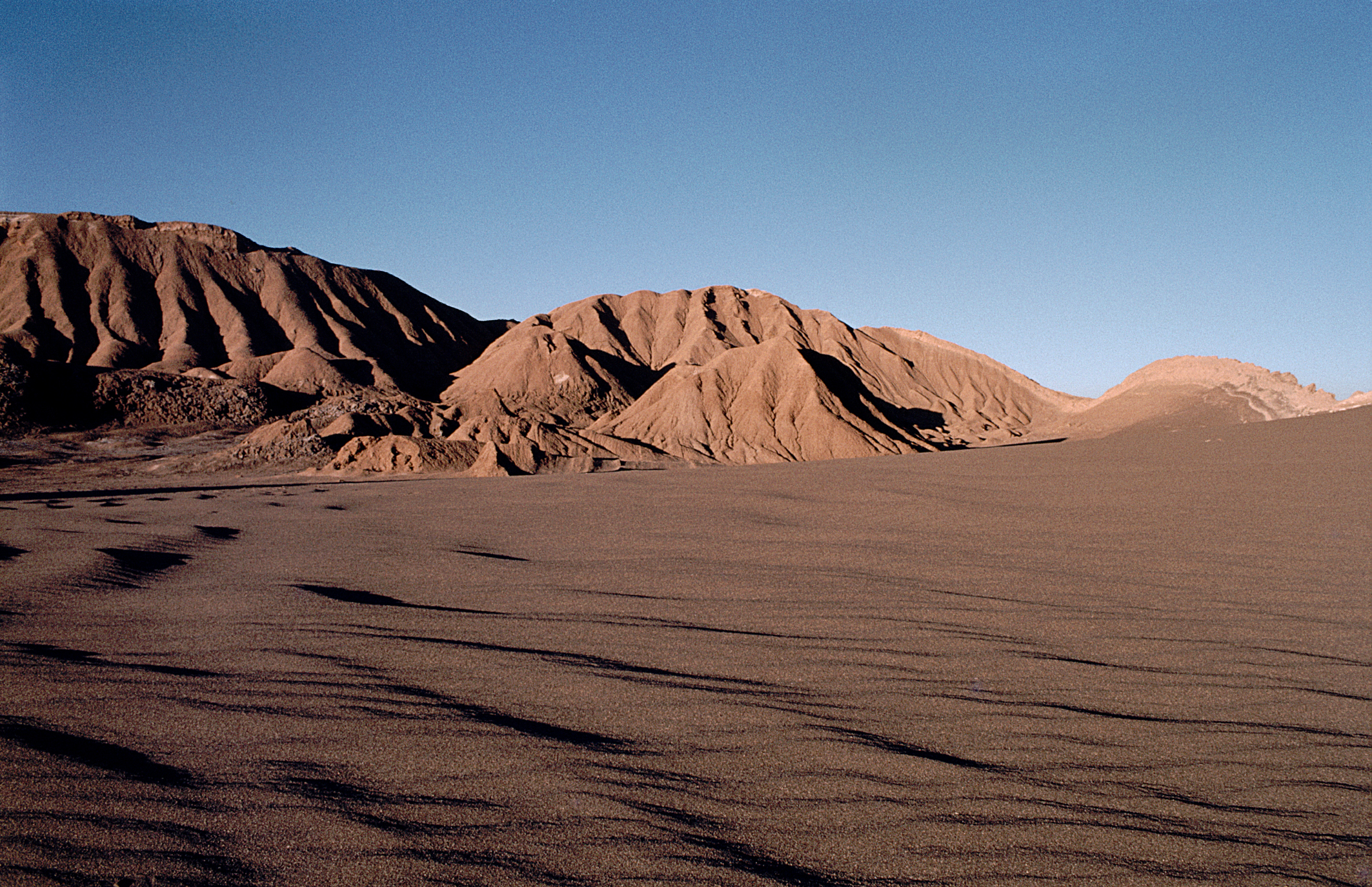
Atacamawoestijn in Chili.

Een woestijn is een gebied waar relatief zeer weinig neerslag valt, maximum 200 millimeter per jaar, waardoor er weinig of geen vegetatie is. Het stereotiepe beeld van een woestijn is een uitgestrekte kale vlakte met zandduinen en een gemiddeld zeer hoge temperatuur. Dit beeld gaat echter voor slechts een klein deel van de woestijngebieden op aarde daadwerkelijk op. Er zijn ook woestijnen in de gematigde en de polaire zones.
De grond van woestijnen is niet onvruchtbaar. Na een regenbui kan een groot deel van de woestijn ineens zeer sterk begroeid raken. De woestijngrond is echter niet in staat om het water lang vast te houden en hierdoor sterven de planten snel weer af. In woestijnen bieden oasen – plekken midden in de woestijn waar toegang tot water is – soms omstandigheden waar ook mensen kunnen leven.
Voorbeelden van woestijnen zijn de Sahara, de Gobi, de Kalahari, de Namibwoestijn, de Negev, de Grote Arabische Woestijn, de Atacama, de poolwoestijn in het centrale gedeelte van Antarctica.

## Etymologie
Oorspronkelijk is woestijn een synoniem van woestenij, namelijk: onontgonnen grond, een onbegroeide of verlaten landstreek. In de 10de eeuw komt het Oudnederlands wuostinna voor; in het Middelnederlands van de 13de eeuw wordt dit woestine.
De wortel wuosti (woest) heeft binnen de Germaanse talen alleen in het West-Germaans overgeleverde varianten, maar is verwant met het Latijnse vastus (verlaten, leeg) en het Oudierse fas (leeg).

## Neerslag en temperatuur

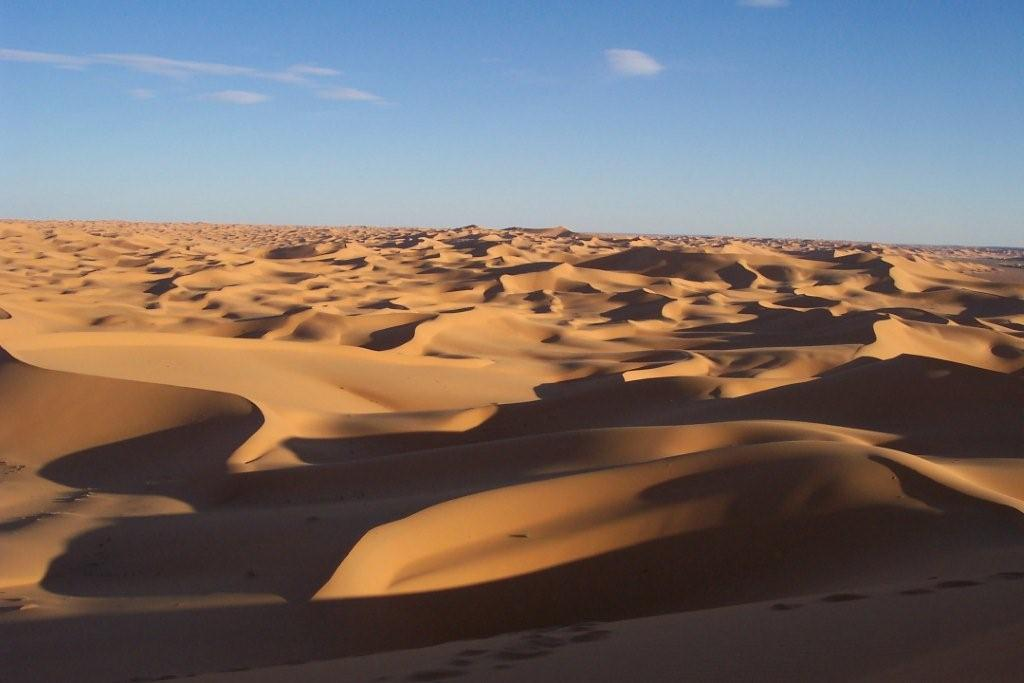
De Sahara in noordelijk Afrika is de grootste zandwoestijn op aarde

Of een gebied een woestijnklimaat heeft hangt af van twee hoofdfactoren: neerslag en temperatuur. In een gebied met erg weinig neerslag zal weinig begroeiing voorkomen, aangezien er onvoldoende water is om planten te voorzien. Een hogere gemiddelde temperatuur zorgt voor meer verdamping, zodat er ook minder water beschikbaar is voor begroeiing. Een gebied met weinig neerslag en een gematigde temperatuur kan daardoor meer planten herbergen dan een gebied met even weinig neerslag, waar een hogere gemiddelde temperatuur heerst.
Het is ook van belang tijdens welk deel van het jaar de meeste neerslag valt. Als de meeste neerslag valt tijdens de zomer (het warme seizoen), zal er meer van verdampen dan wanneer de meeste neerslag valt tijdens de winter (het koude seizoen).
Struiken en bomen hebben meer water nodig dan lagere planten zoals grassen. Een gebied waar nog wel gras groeit, maar waar geen of nauwelijks bomen staan, wordt een steppe genoemd. Als er ook geen kleinere planten meer kunnen groeien, is het gebied een echte woestijn.

### Droogte-index
Geografen en klimatologen gebruiken een ariditeitsindex (ook wel droogte-index) om te berekenen of een gebied een woestijn- of steppeklimaat heeft. Dit is een wiskundige vergelijking waarin het jaargemiddelde van de neerslag en de temperatuur voorkomen.
Voor het rekenen met de ariditeitsindices wordt het vaakst de klimaatclassificatie van Köppen gebruikt. Volgens deze classificatie is een gebied een woestijn als:
{\displaystyle N<T+7} voor een gebied waarin de neerslag over het hele jaar ongeveer gelijk is, of:
{\displaystyle N<T+14} voor een gebied waarin de neerslag vooral in de zomer valt, of:
{\displaystyle N<T} voor een gebied waarin de neerslag vooral in de winter valt.
Daarbij wordt de neerslag gegeven in het aantal centimeters dat gemiddeld per jaar valt en de temperatuur in graden Celsius. Bijvoorbeeld: een gebied waar de neerslag het hele jaar ongeveer gelijk is en gemiddeld 30 cm bedraagt, heeft een woestijnklimaat als T+7 groter is dan 30. De temperatuur moet gemiddeld over een jaar dus hoger zijn dan 23°C. Als deze neerslag echter vooral in de zomer valt, moet de tweede vergelijking gebruikt worden. In dit geval hoeft de temperatuur dus maar 16°C te zijn om al van een woestijnklimaat te spreken.

## Soorten woestijnen

### Gesteenten
Op basis van lithologische gronden zijn vijf soorten woestijnen te onderscheiden:
- Rotswoestijnen zijn woestijnen waar de verwering minder sterk is en het materiaal direct wordt meegenomen door wind en water dat eventueel periodiek beschikbaar is en als transportmedium kan dienen.
- Grindwoestijnen zijn het product van oude grindbeddingen van fossiele rivieren of van het ter plaatse uiteenvallen van lokaal aanwezige grindhoudende gesteenten zoals conglomeraat. Het materiaal dat het grind bijeen heeft gehouden verweert en verwaait. Het overgebleven grind vormt een nieuwe bodembedekking.
- Zandwoestijnen komen weinig voor op de wereld en ontstaan alleen als er uit verwering in de omgeving genoeg zand beschikbaar is. Tevens is er een ideale situatie nodig wat betreft de windrichtingen. Deze moeten in evenwicht zijn, anders verwaait het zand en verdwijnt de zandwoestijn.
- Leem- of zoutwoestijnen komen alleen voor op plekken waar uit omliggende gebergtes leem in bekkens is bijeengespoeld en door verdamping zouten op het oppervlak zijn komen te liggen.
- IJswoestijnen komen voor in klimaten zonder dooiseizoen waar jaarlijks minder dan 200 mm neerslag valt. IJswoestijnen worden soms niet als echte woestijnen gezien.

### Ontstaan
Woestijnen kunnen worden onderverdeeld gebaseerd op de omstandigheden.
- Subtropische woestijnen liggen op een subtropische breedtegraad. Het patroon van convectiecellen in de atmosfeer is de primaire oorzaak van het ontstaan van een subtropische woestijn. Voorbeelden: Sahara, Kalahari, Arabische en Australische woestijn.
- Regenschaduwwoestijnen liggen in de regenschaduw van een berg(keten).
- Kustwoestijnen liggen aan de kust. Als koude oceaanstromingen vocht aan de lucht onttrekken, kan een woestijn ontstaan. Een voorbeeld hiervan is de Atacama (Chili).
- Continentale woestijnen liggen in het centrum van continenten. Als vochtige oceaanluchten uitregenen boven de randen of bergen van een continent, is er geen vocht meer over voor het midden. Voorbeeld: Gobi.
- Periglaciale woestijnen liggen in de buurt van (peri-) grote ijsmassa's (-glaciaal). Hier valt weinig neerslag en door de lage temperaturen is er weinig vegetatie wat tot woestijnvorming leidt. Een specifiek type periglaciale woestijn is de poolwoestijn. Deze wordt net als subtropische woestijnen gevormd door zijn breedteligging, in dit geval nabij de geografische polen van de aarde.

Als zich een nieuwe woestijn vormt, heet dit verwoestijning.

## Leven in de woestijn

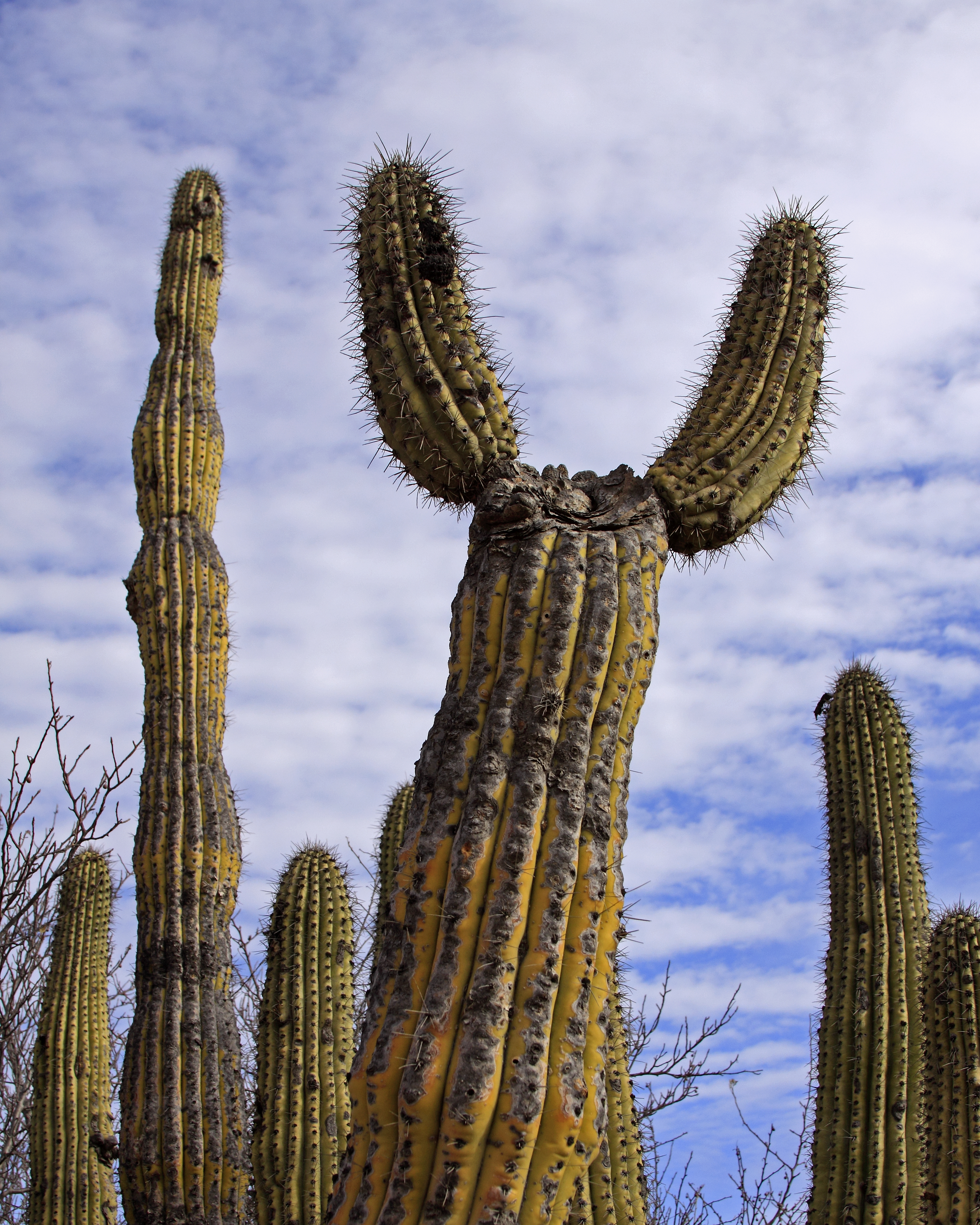
De orgelpijpcactus (Stenocereus thurberi) in de sonorawoestijn, Mexico. Cactussen zijn typische woestijnplanten (xerofyten).

De meeste soorten levensvormen in de woestijn zijn genetisch en fysiologisch nauw verwant met soorten uit gematigde klimaten, maar hebben zich aangepast om hun temperatuur en hun vochtbalans op peil te houden.
De aanpassingen van planten en dieren aan het woestijnklimaat vallen in de volgende categorieën:
1. vermijden van extreme omstandigheden
2. fysiologische en morfologische aanpassingen tegen waterverlies en oververhitting
3. snelle reactie op de beschikbaarheid van water en voedingsstoffen
4. vertraagde stofwisseling
5. opslag van essentiële voedingsstoffen

Woestijnplanten vertonen algemene kenmerken die aangepast zijn aan het warme, droge milieu: kleine bladeren, een klein aantal huidmondjes per oppervlakte-eenheid op de bladeren, concentratie van de huidmondjes aan de onderkant van het blad, en behaarde bladeren met wasachtige oppervlakken. Daarnaast hebben sommige soorten zich verder gespecialiseerd door hun wortelpatroon, door fotosynthese op de stam, opslag van water (vetplanten) en aangepaste fotosynthetische processen.

## Menselijk leven in de woestijn
Een woestijn is een vijandige, potentieel dodelijke omgeving voor onvoorbereide mensen. In hete woestijnen leiden hoge temperaturen tot zweten waardoor men snel veel vocht verliest. In combinatie met het gebrek aan waterbronnen kan dit leiden tot uitdroging en, binnen een paar dagen, de dood.
Er komen ook zandstormen voor die uren tot zelfs dagen kunnen duren. Die zijn niet enkel nadelig voor de luchtwegen en de ogen, maar kunnen ook schade toebrengen aan apparatuur zoals filters, voertuigen en communicatieapparatuur. Dit maakt overleven in de woestijn zeer moeilijk voor de mens.
Desondanks hebben sommige culturen van de woestijn hun leefomgeving gemaakt, onder andere de bedoeïenen en de Toeareg. Moderne technologieën waaronder een geavanceerd irrigatiesysteem, ontzilting en airconditioning hebben de woestijn leefbaarder gemaakt. In de Verenigde Staten en Australië wordt de woestijn intensief gebruikt voor landbouw.

### IJswoestijnen
In ijswoestijnen is kou het belangrijkste gevaar. Kou is direct verantwoordelijk voor onderkoeling en bevriezing. Bij afwezigheid van een warmtebron kan bovendien geen ijs gesmolten worden (om drinkwater te verkrijgen) waardoor kans op uitdroging bestaat. Verhongering is ook een risico: het menselijk lichaam heeft bij lage temperaturen meer voedsel en energie nodig om lichaamswarmte te handhaven en te kunnen bewegen. Net als in hete woestijnen hebben sommige mensen, zoals de Inuit, hun levensstijl aangepast aan de barre omstandigheden van de koude woestijnen.

### Leven in de woestijn
Het meeste traditionele leven in de woestijn is nomadisch. Zo hangt het leven af van het vinden van water in de woestijn en van de mogelijkheid dat het vee kan grazen. In de koude woestijnen hangt het af van het vinden van goede jacht- en visgronden, beschutting tegen sneeuwstormen en winteruitersten en het kunnen bewaren van voldoende voedsel voor de winter. Een permanente vestiging in beide soorten woestijnen moet voortdurend beschikken over drinkbaar water en voedselbronnen.

## Trivia
Men spreekt wel van een roepende in de woestijn als iemand zijn mening verkondigt zonder gehoord te worden. Het is een interpretatie van de Bijbelse evangeliën Matteüs 3:3, Markus 1:3, Lukas 3:4, Johannes 1:23. Uit Jesaja 40:3 kan een andere interpretatie volgen.